# 魔球 (小説)
『魔球』（まきゅう）は、東野圭吾による推理小説。第30回江戸川乱歩賞最終候補作となるが落選。その後、1988年に講談社から単行本が刊行された。

## あらすじ
開陽高校硬式野球部の主将である北岡が、愛犬と共に殺された。その試合で須田が投げたという「魔球」がキーワードとして浮かび上がってくる。東野青春ミステリーの代表作。

## 登場人物
須田武志（すだ たけし）
開陽高校3年生。
硬式野球部の投手。かなりの天才肌で、プロ入りするためには手段を選ばない覚悟を持っている。
北岡明（きたおか あきら）
被害者。開陽高校3年生。
硬式野球部の捕手で、部の主将も務めていた。
須田勇樹（すだ ゆうき）
須田武志の弟。開陽高校2年生。
兄と違い、性格は穏やか。
芦原誠一（あしはら せいいち）
東西電機の元従業員。
事故により右足を怪我して辞職。以前は東西電機の野球部に在籍していた。
高間
県警本部捜査一課の刑事。
森川
物理の教師で、野球部の監督。高間の高校時代の同級生。

## 書籍情報
- 単行本：『魔球』、1988年7月22日発売[2]、講談社、ISBN 978-4-06-203903-1
- 文庫本：『魔球』、1991年6月4日発売[3]、講談社文庫、ISBN 978-4-06-184931-0